# Amilcare Canevari
Amilcare Canevari (* 9. Juni 1905 in Piacenza; † 1. August 1987 ebenda) war ein italienischer Ruderer.

## Werdegang
Amilcare Canevari bildete mit Medardo Lamberti, Arturo Moroni, Guglielmo Carubbi, Vittore Stocchi, Giulio Lamberti, Medardo Galli, Benedetto Borella und Steuermann Angelo Polledri den italienischen Achter, der 1927 in Como Europameister wurde. Bei den Olympischen Sommerspielen 1928 in Amsterdam schied die gleiche Besatzung im Viertelfinale der Achter-Regatta aus.